# 2008年夏季奥林匹克运动会密克罗尼西亚代表团
2008年夏季奥林匹克运动会密克羅尼西亞代表团会参加2008年8月8日至24日在中国北京主办的第29届夏季奥运，代表团共有5人參與3個項目。

## 參賽名單

### 舉重
- Manuel Minginfel